# Familie (muziek)

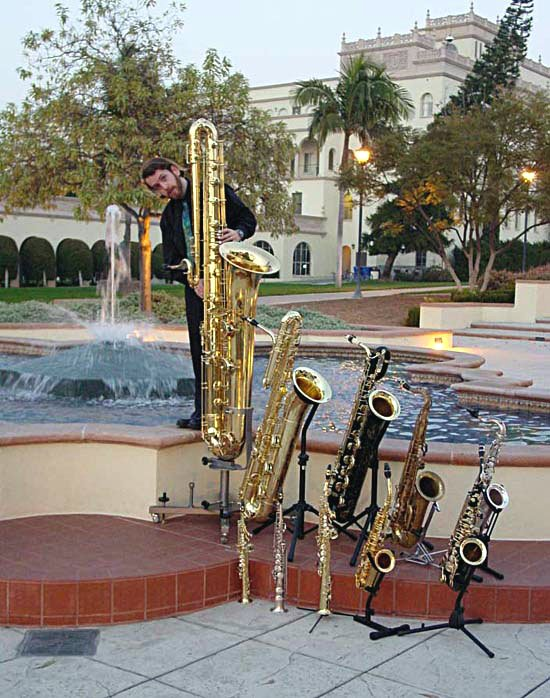
Tien leden van de saxofoonfamilie. Met de klok mee van linksboven: contrabas, bas, bariton, tenor, C-melody, alt, mezzosopraan, sopraan, c-sopraan en sopranino

Tot een familie in de muziek rekent men alle instrumenten die wat bouw en speelwijze betreffen op dezelfde principes berusten.
Een voorbeeld van zo'n familie vormen de strijkinstrumenten, bestaande uit
- viool
- altviool
- cello
- contrabas

Al deze instrumenten bestaan uit dezelfde bouwonderdelen: de klankkast opgebouwd uit boven- en onderblad, de hals, de kam, het staartstuk, snaren, stempennen. Ook worden alle bespeeld met een strijkstok.
De familie van de saxofoons in de afbeelding wordt gekenmerkt door de conische metalen buis, applicatuur en het mondstuk met riet.
Andere families zijn bijvoorbeeld de klarinetten, fluiten of trompetten.

## Koor
Wanneer in een compositie of een gedeelte daarvan instrumenten uit één familie samenspelen, spreekt men ook van een 'koor' van instrumenten.